# Kantosaari (ö i Lappland, Norra Lappland)
Kantosaari är en ö i Finland. Den ligger i vattendraget Ivalojoki och i kommunen Enare  i den ekonomiska regionen Norra Lappland och landskapet Lappland, i den norra delen av landet, 1 000 km norr om huvudstaden Helsingfors. Öns area är 2,5 hektar och dess största längd är 400 meter i nord-sydlig riktning.